# Битка при Корикус
Битката при Корикус (също 'Корикос') е първото голямо морско сражение състояло се по време на войната между Рим и цар Антиох III Велики, в което римският флот и съюзниците му постигат важна победа над флота на Селевкидите.

## Предистория
Решителната победа на консула Маний Ацилий Глабрион в сражението при Термопили те принуждава селевкидския цар Антиох III да евакуира силите си от континентална Гърция след шестмесечна военна кампания и сам да замине за град Ефес в Мала Азия. Въпреки това царят не е напълно победен, което изправя римляните пред необходимостта да продължат войната и да му нанесат решително поражение на селевкидска територия в Азия, окончателно слагайки край на възможността за повторна негова намеса в Гърция. С оглед на тази задача Сенатът дава на консула за 190 г. пр.н.е. Луций Корнелий Сципион командването в Гърция с ясното позволение да прекоси със силите си в Азия ако това е необходимо. До пристигането му главната задача на Глабрион остава преодоляването на съпротивата на етолийците, а на претора Гай Ливий Салинатор е поставена задачата да координира действията на римския флот и морските сили на неговите съюзници Пергам и Родос в Егейско море, за да се подсигури бъдещото преминаване на войските в Мала Азия.
Гай Ливий повежда флотилия от 50 квинквиреми („петорка“) и триреми („тройка“), както и 6 пунически кораба към Егина, където се присъединява към ескадра изпратена от Пергам и още една римска ескадра, която от известно време преди това действа в Егейско море. Тези сили очакват и пристигането на подкрепления от Родос.
Междувременно главният селевкидски флот, който е командван от наварха Поликсенид осигурява селевкидския контрол над Хелеспонта с база в Лизимахия. Движението на римския флот предизвиква ответната реакция на Антиох, който позволява на Поликсенид да пребазира силите си в Ефес, от където адмиралът се надява, че ще успее да атакува флота на Ливий преди той да се е съединил с родоските подкрепления.

## Битката
Поликсенид отплава от пристанището на Ефес със 70 големи кораба и още около 30 по-малки поддържащи плавателни съдове, за да посрещне пристигналия при Фокея римски флот на Ливий състоящ ст oт 81 големи римски кораба и 24 пергамски големи кораба, които са придружени и от десетки по-малки съдове.  Щом обединените римско-пергамски сили отплават и се насочват на юг те са пресрещнати от селевкидския флот при нос Корикус (oт южната страна на полуостров Карабурун в днешна Турция), който вече е в разгърната бойна линия с десен фланг насочен към и защитен от брега. Ливий нарежда римските кораби да се разгърнат в боен ред от две редици с по-около 30 кораба, за да дадат време на цар Евмен II да подреди своите пергамски кораби до римските от страната към вътрешността на морето т.е. техния десен фланг.
Сражението започва, когато два пунически кораба се откъсват пред римската формация и са нападнати бързо от три селевкидски кораба. Един от картагенските кораби се оказва обездвижен тъй като голяма част от греблата му са счупени и скоро е взет на абордаж и превзет от селевкидските войници, а другият успява да измъкне невредим. Междувременно в бой влизат и останалите римски кораби, като техният командир Ливий също използва абордажни тактики, за да позволи на своите войници да се сражават като пехотинци. На десния римски фланг, с влизането в боя и на пергамските сили се създава опасност от обхождане на селевкидския боен ред, поради което Поликсенид дава нареждане на флота да прекрати битката и да се оттегли в пристанището Ефес.
Победа на римляните и съюзниците им струва само един унищожен кораб, докато селевкидския флот губи безвъзвратно 10 потопени и 13 пленени кораба.

## Последици
На следващия ден след битката римляните се опитват да въвлекат Поликсенид в ново сражение, но той отказва да напусне своето пристанище с ясното съзнание, че вече не притежава необходимите сили, за да влезе в бой. Скоро римския флот и пергамските му съюзници се оттеглят към пристанищата между остров Лесбос и пергамска територия, където се укрепяват, за да зимуват и да контролират подстъпите към Хелеспонта.
От своя страна цар Антиох разбира, че е подценил морската сила на враговете си и решава да предприеме мерки за усилването на флота и силите си в Мала Азия, вероятно и с цел да предотврати дезертирането на някои от градовете по Йонийското крайбрежие. Поради това той нарежда на Поликсенид да ремонтира остатъците от флота си и да го попълни с нови по-големи кораби като междувременно изпраща известния картагенски командир Ханибал Барка, който след прогонването от родината си намира убежище в двора на селевкидския цар, в Киликия и Финикия да събере и построи нов флот от кораби за предстоящата през следващата година морска кампания.